# Duracell
Duracell er en amerikansk virksomhed og verdens førende producent af batterier. Udvalget omfatter også batteriopladere, lamper og elpærer.
Selskabet blev grundlagt i 1930 og har siden 2005 været ejet af Procter & Gamble. Det har hovedsæde i Connecticut. Duracell er i store dele af verden kendt for sine reklamer med den lyserøde kanin – Duracellkaninen.